# Йоганна Шарлотта Ангальт-Дессауська
Йоганна Шарлотта Ангальт-Дессауська (нім. Johanna Charlotte von Anhalt-Dessau, 6 квітня 1682 — 31 березня 1750) — принцеса Ангальт-Дессау з дому Асканіїв, донька князя Ангальт-Дессау Йоганна Георга II та нідерландської принцеси Генрієтти Катерини, дружина маркграфа Бранденбург-Шведтського Філіпа Вільгельма.
Настоятелька Герфордського монастиря у 1729—1750 роках.

## Біографія
Йоганна Шарлотта народилась 6 квітня 1682 року в Дессау. Вона була наймолодшою, десятою, дитиною та восьмою донькою в родині князя Ангальт-Дессау Йоганна Георга II та його дружини Генрієтти Катерини Оранської. Дівчинка мала старшого брата Леопольда та сестер Єлизавету Альбертіну, яка вже була настоятелькою Герфордського монастиря, Генрієтту Амалію, Марію Елеонору та Генрієтту Агнесу. Інші діти померли у ранньому віці до її народження.
Батько пішов з життя, коли Йоганні Шарлотті було десять років. Матір більше не одружувалась і виконувала функції регентки країни. Літньою резиденцією слугував палац Оранієнбаум. Йоганна Шарлотта отримала ретельне виховання та всебічну освіту. Її брат перебрав на себе повноваження правителя у 1698 році.
У 16 років принцеса була видана заміж за 29-річного маркграфа Бранденбург-Шведтського Філіпа Вільгельма. Наречений належав до молодшої гілки Гогенцоллернів, що пішла від другого шлюбу маркграфа Бранденбургу Фрідріха Вільгельма, й офіційно носив титул маркграфа Бранденбургу, принца Пруського. Він не був сувереном і володарював на землях, куплених для нього матір'ю, які входили до Бранденбурзького маркграфства. Весілля пройшло 25 січня 1699 в палаці Оранієнбаум. У них народилося шестеро дітей.
Філіп Вільгельм отримував солідний апанаж, його загальні прибутки становили 66 тисяч талерів і дозволяли тримати власний багатий двір. Хоча сімейство мало кілька замків у Берліні, вони віддавали перевагу життю у Шведті.
У грудні 1711 року Філіп Вільгельм пішов з життя у Шведтському замку. Йоганна Шарлотта після цього повернулася до Берліна та присвятила себе вихованню дітей.
У 1729 році вона була обрана настоятелькою Герфордського монастиря. Перший час мешкала у Бухгольці, переїхала до Герфорда лише у 1735 році. Своєю коад'юторкою зробила Ядвіґу Софію Гольштейн-Готторпську, яка згодом стала її наступницею.
Померла від інсульту в ніч проти 31 березня 1750 року. Похована у крипті Колегіальної каплиці Герфорда.

## Родина

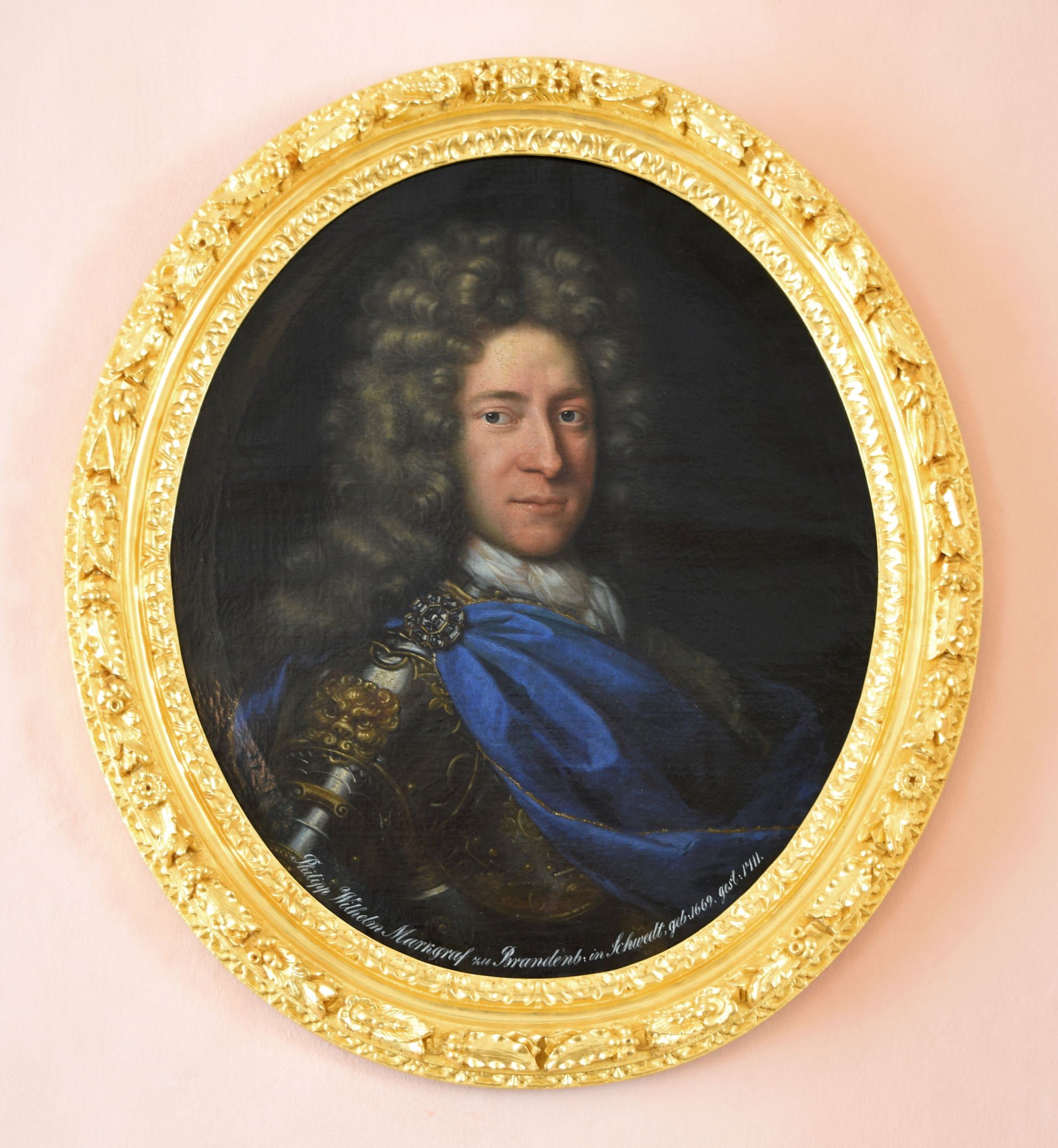
Філіп Вільгельм Бранденбург-Шведтський

Чоловік — Філіп Вільгельм Бранденбург-Шведтський
Діти:
- Фрідріх Вільгельм (1770—1771) — маркграф Бранденбург-Шведтський у 1711—1771 роках, був одружений із прусською принцесою Софією Доротеєю Марією, мав п'ятеро дітей;
- Фредеріка (1700—1701) — прожила 1 рік;
- Генрієтта Марія (1702—1782) — дружина спадкоємного принца герцогства Вюртемберг Фрідріха Людвіга, мала двох дітей;
- Георг Вільгельм (29 березня—14 квітня 1704) — прожив 2 тижні;
- Фрідріх Генріх (1709—1788) — маркграф Бранденбург-Шведтський у 1771—1788 роках, був одружений із принцесою Ангальт-Дессау Леопольдіною Марією, мав двох доньок;
- Шарлотта (1710—1712) — прожила 2 роки.